# Эринома
Эринома (в рукописях Сервия Эринона) — персонаж древнегреческой мифологии. 
Дочь Келеса с Кипра, чьими предками были переселившиеся из Египта братья Эпивиостастерий и Ион (Yon), и которую Афина и Артемида любили из-за её целомудрия. Однако Афродита вдохновляла Зевса на любовь к Эриноме. Чтобы опозорить Афродиту, Гера позволила Адонису насильно овладеть Эриномой.
В наказание Зевс поразил Адониса молнией в своем святилище на горе Касий. куда тот спасся бегством.  По просьбе Афродиты, Гермес возвратил призрак Адониса из подземного мира. Артемида же после того, как Эринома потеряла девственность, превратила её в павлина.
Однако, когда Адонис вернулся из подземного мира, Артемида вернула ей человеческий облик, и она родила от Адониса сына Талея. Этот миф изложен Сервием, в его комментариях к произведению Вергилия о пастухе-Адонисе.
Именем Эриномы назван XXV спутник Юпитера.